# Euphthiracarus ornatus
Euphthiracarus ornatus är en kvalsterart som beskrevs av Wojciech Niedbała 2004. Euphthiracarus ornatus ingår i släktet Euphthiracarus och familjen Euphthiracaridae. Inga underarter finns listade i Catalogue of Life.